# Greeniella tentaculata
Greeniella tentaculata är en insektsart som först beskrevs av Green 1919.  Greeniella tentaculata ingår i släktet Greeniella och familjen pansarsköldlöss. Inga underarter finns listade i Catalogue of Life.